# NGC 4764
NGC 4764 est une petite galaxie elliptique située dans la constellation de la Vierge. Sa vitesse par rapport au fond diffus cosmologique est de 4 510 ± 41 km/s, ce qui correspond à une distance de Hubble de 66,5 ± 4,7 Mpc (∼217 millions d'al). NGC 4764 a été découverte par l'astronome allemand Wilhelm Tempel en 1882.

## Groupe compact de Hickson 62
NGC 4764 (HCG 62D) l'une des quatre galaxies du Groupe compact de Hickson 62. Les trois autres galaxies sont NGC 4761 (HCG 62C), NGC 4776 (HCG 62 B) et NGC 4778 (HCG 62A). Notons que ces galaxies ne font pas partie d'un groupe de galaxies, mais qu'elles sont simplement dans une région restreinte de la sphère céleste.

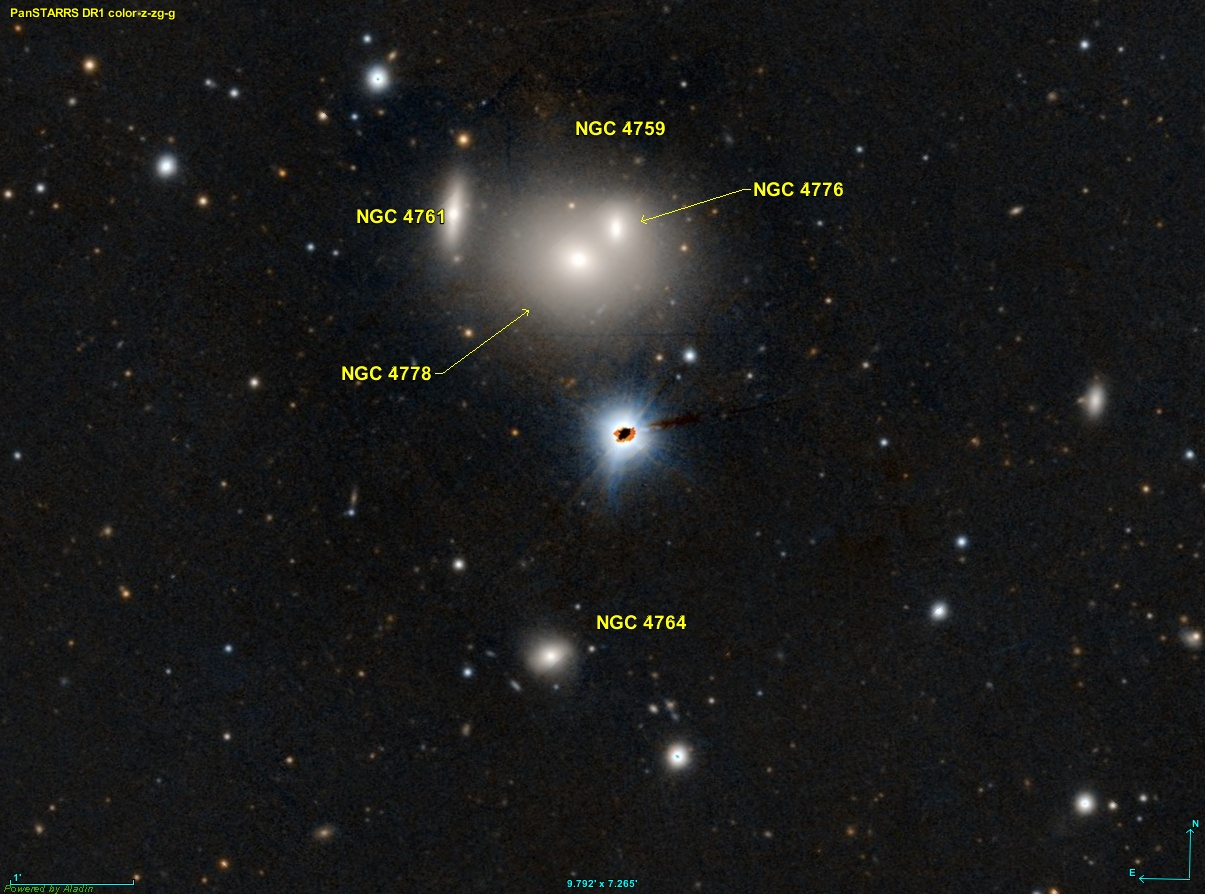
Le groupe compact de Hickson 62.

Note : les bases de données HyperLeda et Simbad identifient par erreur les galaxies NGC 4761 et NGC 4764 à PGC 43757 et PGC 43768 qui sont respectivement les galaxies NGC 4778 et NGC 4761.